# Stellers sjölejon
Stellers sjölejon (Eumetopias jubatus) är störst av alla öronsälar. Den lever i stora flockar vid norra Stilla havets kustlinjer.
Artepitet jubatus i det vetenskapliga namnet är latin och betyder man. Det syftar på hannars tjocka päls kring halsen. Trivialnamnet på svenska och flera andra språk syftar på naturforskaren Georg Wilhelm Steller.

## Utseende
Denna art har en gulbrun päls på ovansidan som kan ha en röd skugga. Honor allmänt lite ljusare. Undersidan är täckt av chokladbrun päls och bröstfenorna är svarta. De har korta svarta hår på ovansidan och är nakna på undersidan. Pälsbytet sker under sommaren och varar cirka en månad. Den nya pälsen är ljusare och den blir mörkare fram till nästa sommar. Individer med våt päls ser mörkare ut. Dessutom har ungarna under sina första 6 månader en mörkbrun till svartaktig päls. I sällsynta fall förekommer albino.
Hannen skiljer sig i storlek och vikt mycket från honan. En vuxen hanne når en längd av 2,7 till 3,2 meter och en vikt av 900 till 1 800 kilogram. Honor blir 2,3 till 2,8 meter långa och maximalt 350 kilogram tunga. Hannar har dessutom en tjock man av styva hår och starka muskler runt halsen.

## Utbredning
Kolonier av denna art finns längs norra Asiens och Nordamerikas kuster. De största finns på Aleuterna och Kurilerna. Ju längre söderut man kommer, desto mindre blir antalet individer per koloni. Den sydligaste populationen lever på Channel Islands i Kalifornien.

## Levnadssätt

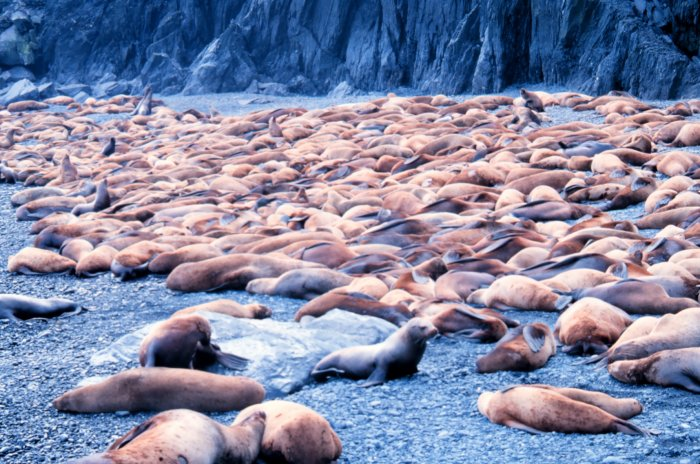
Koloni av Stellers sjölejon

Stellers sjölejon föredrar områden med mycket fisk, som är dess huvudsakliga föda. Den dyker till 180 meters djup, mest i stora flockar som jagar tillsammans. Även bläckfiskar, havslevande blötdjur och kräftdjur ingår i födan. Dessutom fångar den ibland vikare och havsutter.
Vid parningstiden kommer hannarna först till kolonierna. För att få en bra plats strider de med stor insats. Många hannar får svåra sår av dessa strider. Unga och svaga hannar trängs till kolonins rand där de sällan har möjlighet att para sig. När honorna kommer till kolonin bestämmer de sig för en hanne. Honan föder ungdjuret från året innan och parar sig några dagar därefter på nytt. Den nyfödda ungen väger 18 till 22 kg och har en mörkbrun till svart färg. Honan stannar 5 till 13 dagar vid ungen innan hon gör tillfälliga utflykter för att söka efter föda. En unge diar sin mor minst fram till nästa parningstid och ibland upp till tre år. Könsmognaden infaller efter 3 till 8 år. Hannar har vanligen första tillfälle att para sig när de är 10 år gamla. Honor kan uppskattningsvis leva 30 år.

## Allmänt
På grund av de hårda striderna finns denna art nästan inte i djurparker. Den blev inte heller något mål för storjägare. Bara inuiter använder dess hud för tillverkning av läder. Beståndet uppgår troligtvis till 120 000 individer. Det är bara en tredjedel av populationen under 1960-talet. Överfiskning ses som en orsak till denna minskning.